# Lanius gubernator
L'averla di Emin o averla dorsorosso (Lanius gubernator Hartlaub, 1882) è un uccello passeriforme della famiglia Laniidae.

## Etimologia
Il nome scientifico della specie, gubernator, deriva dal latino e significa "governatore", sia in assonanza ai nomi di altre specie di averla legati al cursus honorum romano (L. senator, L. excubitor) che in omaggio all'allora governatore di Equatoria, Emin Pascià, al quale è tributato anche il loro nome comune.

## Descrizione

### Dimensioni
Misura 14-16 cm di lunghezza, per 23.5 g di peso: tali valori ne fanno la specie più piccola fra le averle.

### Aspetto
Si tratta di uccelli dall'aspetto robusto ma slanciato, muniti di grossa testa ovale e allungata con becco forte e dall'estremità adunca, ali corte e arrotondate, forti zampe artigliate e coda piuttosto lunga e dall'estremità squadrata.
Il piumaggio presenta dimorfismo sessuale evidente. Nei maschi, infatti, la calotta (fronte, vertice, nuca) e le spalle sono di colore grigio, il dorso, il codione e le ali (queste ultime con remiganti più scure e tendenti al nerastro con specchio alare bianco) sono di colore bruno-rossiccio, la gola ed il sottocoda sono di colore biancastro, il petto, il ventre ed i fianchi sono di colore beige-aranciato e la coda e la mascherina facciale (quest'ultima orlata superiormente da un sottile sopracciglio bianco) sono di colore nero: le femmine presentano anch'esse area cefalica e dorsale scura e area ventrale più chiara, ma con colorazione meno appariscente e dominata dalle tonalità del bruno.
In ambo i sessi gli occhi sono di colore bruno scuro, mentre le zampe ed il becco sono di colore grigio-nerastro.

## Biologia
Si tratta di uccelli diurni, tendenzialmente solitari (sebbene possano esserne osservate coppie o anche gruppi di 3-4 individui) e piuttosto territoriali, i quali tendono a passare gran parte della giornata appollaiati su posatoi in evidenza (rami di alberi isolati, pali, staccionate) dai quali possono godere di una buona visuale dei dintorni: da qui, l'animale può tenere d'occhio il territorio circostante, alla ricerca sia di eventuali intrusi da scacciare che di possibili prede da catturare.
Il canto dell'averla di Emin è costituito da rapide serie di fischi gracchianti e acuti.

### Alimentazione
Si tratta di uccelli essenzialmente insettivori, i quali si nutrono principalmente di coleotteri, mantidi e piccoli ortotteri: oltre che altri insetti ed invertebrati, a causa delle ridotte dimensioni è poco verosimile che questi animali predino frequentemente anche piccoli vertebrati.

### Riproduzione
L'averla di Emin è un uccello monogamo: la stagione degli amori coincide con la stagione delle piogge, cominciando verso marzo-aprile e protraendosi fino a luglio, periodo durante il quale viene generalmente portata avanti una singola covata.
Ambedue i sessi collaborano nella costruzione del nido (una struttura a coppa fatta di rametti intrecciati), nella cova (con la femmina che incuba materialmente le uova ed il maschio che le fornisce cibo e protezione durante la cova) e nell'allevamento dei nidiacei (i quali, ciechi ed implumi alla schiusa, si rendono indipendenti attorno a un mese di vita).

## Distribuzione e habitat
L'averla di Emin è diffusa in Africa, dove popola in maniera discontinua una fascia di territorio che va del nord della Costa d'Avorio all'area di confine fra Sudan del Sud e Uganda, attraverso nord di Ghana e Benin, Burkina Faso meridionale, Niger sud-occidentale, Nigeria nord-occidentale e nord-orientale, Camerun centrale e settentrionale, Repubblica Centrafricana occidentale e settentrionale, Ciad sud-occidentale e Congo nord-orientale.

A differenza della maggior parte delle altre averle, questa specie è stanziale.
Il suo habitat naturale è la savana erbosa con presenza sparsa di aree cespugliose e macchie alberate.